# Le Mot de passe
Le Mot de passe este cel de-al cincilea album de studio al cântăreței franceze Patricia Kaas.

## Conținut
- Ediție Standard:

1. „Ma Liberté contre la tienne” — 5:47
2. „Une Fille de l'Est” — 3:31
3. „Si tu rêves” — 3:50
4. „J'attends de nous” — 4:52
5. „Le Mot de passe” — 4:12
6. „Les Éternelles” — 3:51
7. „La Clé” — 4:34
8. „Mon Chercheur d'or” — 4:32
9. „Quand je t'oublie” — 4:37
10. „Une Femme comme une autre” — 4:44
11. „Les Chansons commencent” — 5:30
12. „Et je m'en veux” — 3:56